# Руменка (игра у колу)
Руменка је игра у колу која је, као извођачка пракса, распрострањена у источној Србији. Специфичност овог кола огледа се у два сегмента: први је да се играчка и музичка фаза најчешће не поклапају, а други је карактеристичан начин, односно стил игре, који је посебно изражен у сокобањском крају, а који се назива подвожење.
Игра у колу Руменка налази се на листи нематеријалног културног наслеђа Србије.

## Порекло
Порекло и географски локалитет на коме је одређена традиционална игра настала често је тешко са сигурношћу одредити, услед преплитања и мешања различитих облика културне баштине. Такав је случај и са Руменком, чија историја сеже далеко у прошлост. Оно што се поуздано зна је да је Руменка била најзаступљенија у области Голака и јужније, према Нишком пољу и реци Нишави, као и у околини Сокобање. Такође се могла забележити у многим крајевима источне Србије, а играла се све до североисточне Србије и Дунава на северу.
Области, па чак и мања места попут насеља и села, утицали су на различите варијанте и обрасце игре. Из тог разлога, данас постоји неколико начина на које се ова традиционална игра изводи. Основни облик било је отворено коло играча са истакнутом улогом првог и последњег – коловођом и заврцколом, а изводила се у осмооктавном, десеттактовном и шеснаесттактовном обрасцу.

## Одлике игре
Подвожење
Подвожење је специфичан начин играња у коме нога која прелази простор крене, а друга нога јој се брзо прикључује. Овај карактеристичан начин, односно стил игре посебно је изражен у сокобањском крају.

Игру у колу Руменка одликују симетрија играчког обрасца, као и богаћење играчког обрасца различитим мотивима: уситњавањем корака у једном такту, поскоцима и подвожењем. Играчки обрасци су различите дужине и могу бити од осам, десет и шеснаест тактова. Осим подвожења, специфичност ове игре огледа се и у томе да се играчка и музичка фаза најчешће не поклапају.

## Распрострањеност
Народна игра Руменка, као извођачка пракса, данас је распострањена у источној Србији и изводи је становноштво на подручју Црноречја, Сокобање, средњег тока Тимока, Заглавка, Буџака, Сврљишке котлина, у околина Ниша и делу Пиротског поља.
Руменка је пре свега забавна игра у којој се учествује непосредно, игром, али и посматрањем. Део је игара које се изводе током породичних светковина и јавних окупљања.

## Нематеријално културно наслеђе
Упркос лепоти, као и великом културном и уметничком значају, ова традиционална игра се све ређе може чути и видети. Данас је играју готово искључиво културно-уметничка друштва и школе фолклора. На светковинама и окупљањима све ређе се може видети народна игра, што је чешћи случај у урбаним срединама, док је у сеоским и руралним срединама заступљенија.
Забрињавајући је и податак да се  све ређе могу срести играчки обрасци који су некада постојали. Често се дешава да се игра потпуно другачије од изворних варијанти, па је један од најважнијих задатака културно-уметничких друштава очување традиционалних народних игара у аутентичном облику, форми и музици.
На предлог Ансамбла „Коло”, игра у колу Руменка налази се на листи нематеријалног културног наслеђа Србије.